# Petäjävesi
Petäjävesi est une municipalité rurale du centre-ouest de la Finlande, dans la région de Finlande-Centrale. Elle est principalement connue pour sa vieille église classée au patrimoine mondial de l'UNESCO.

## Géographie
Le village est traversé par la nationale 18 (Jyväskylä - Vaasa), et marque le point de départ de la nationale 23 vers Pori. Il est distant de 31 km de la capitale régionale Jyväskylä.
Petäjävesi compte au total 99 lacs.
Les plus grands lacs sont Jämsänvesi–Petäjävesi, Ala-Kintaus et Ylä-Kintaus.
Petäjävesi a deux sites Natura 2000 : Syrjäharju, qui a une zone de protection de forêts anciennes et un esker, et la zone marécageuse naturelle de Sallistensuo.
La commune est bordée par les municipalités de Jyväskylän maalaiskunta à l'est, Korpilahti au sud-est, Jämsänkoski au sud, Keuruu à l'ouest, Multia au nord-ouest et Uurainen au nord.

## Démographie
Depuis 1980, l'évolution démographique de Petäjävesi est la suivante, :
| Année      | 1980  | 1985  | 1990  | 1995  | 2000  | 2005  |
| ---------- | ----- | ----- | ----- | ----- | ----- | ----- |
| population | 3 700 | 3 731 | 3 789 | 3 760 | 3 780 | 3 703 |

| Année      | 2010  | 2015  | 2020  |
| ---------- | ----- | ----- | ----- |
| population | 4 022 | 4 043 | 3 820 |

## Lieux et monuments
- Vieille église de Petäjävesi
- Sentier de randonnée de Karhunahas
- Sentier de randonnée Tampin kierros
- Cratère d'impact Karikkoselkä
- Musée de la circulation routière de la Finlande centrale

## Transports
La route nationale 23 entre Jyväskylä et Pori et la route nationale 18 entre Jyväskylä et Vaasa, se croisent près du centre de Petäjävesi.
La route régionale 604 va de Jämsänkoski à Petäjävesi.
La ligne Haapamäki–Jyväskylä passe par Petäjävesi.

## Personnalités
- Mikko Hannula, journaliste sportif
- Eemil Helander, coureur d'endurance et skieur
- Kaarle Karikko, auteur
- Kaija Kiiski, comédienne
- Jarmo Kytölehto, ancien pilote de rallye
- Jukka Maalampi, physicien
- Mikko Porvali, écrivain
- Juhana Vähänen, écrivain

## Galerie

L’école.

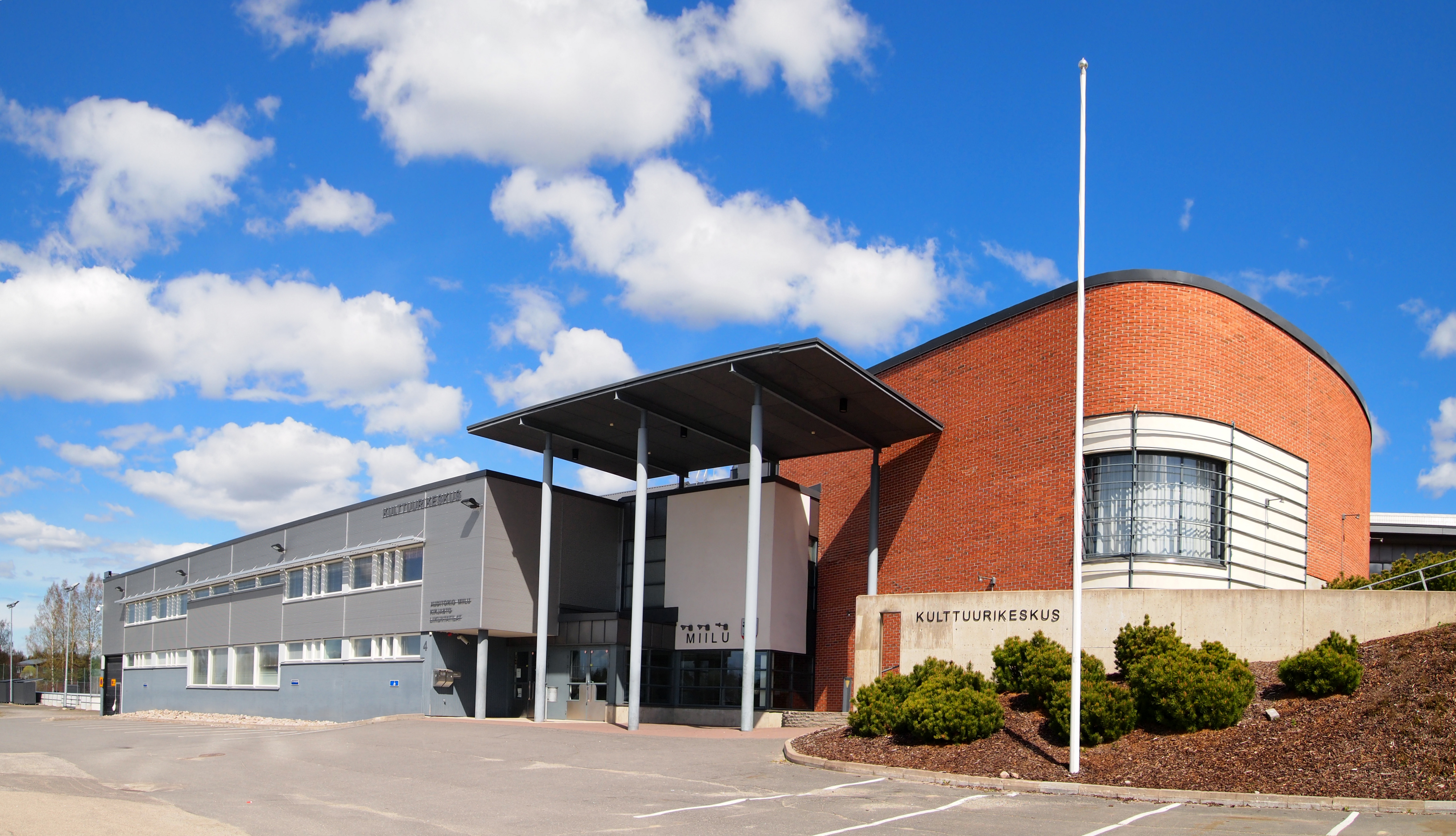
Le centre culturel.
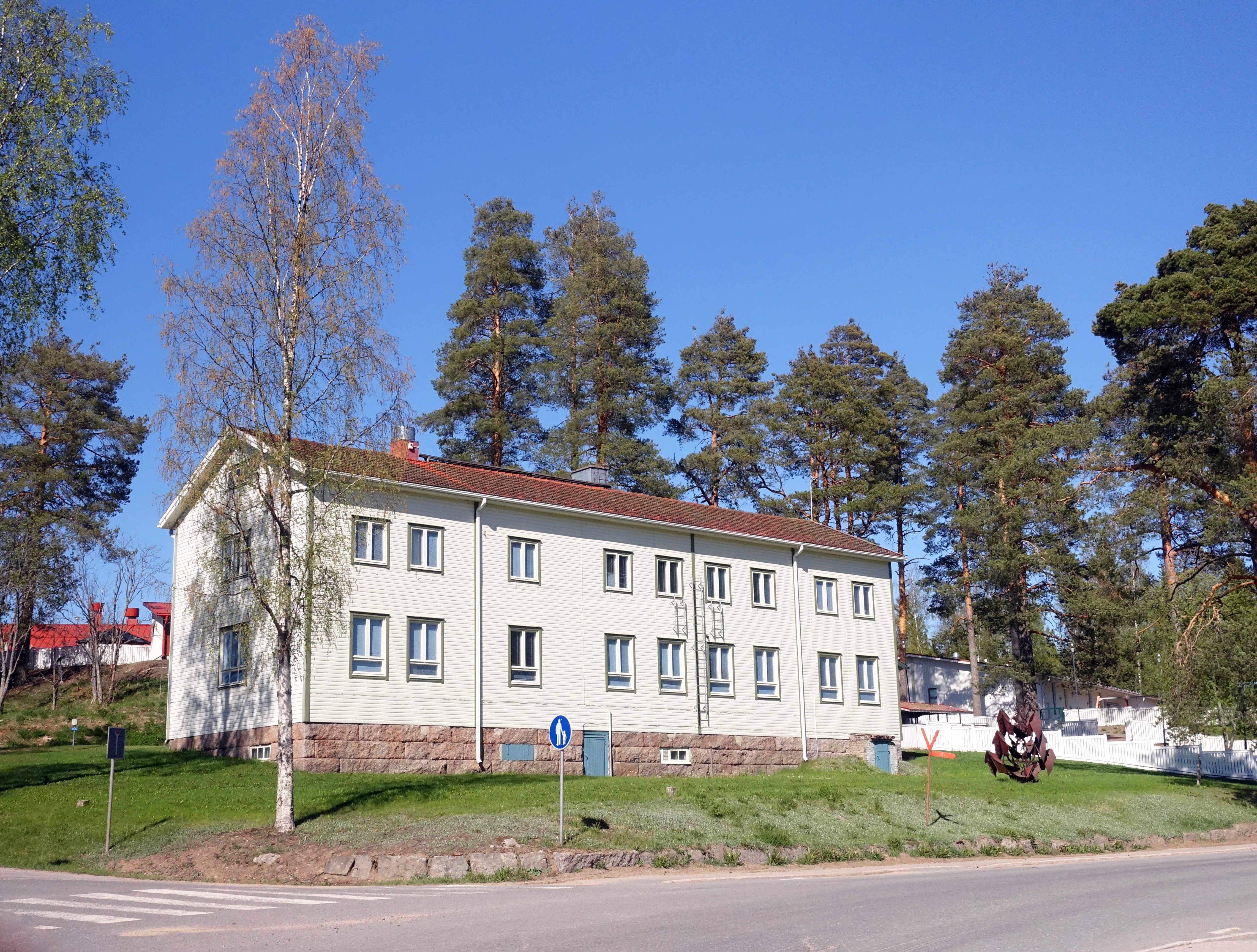
Urheilutie 2.
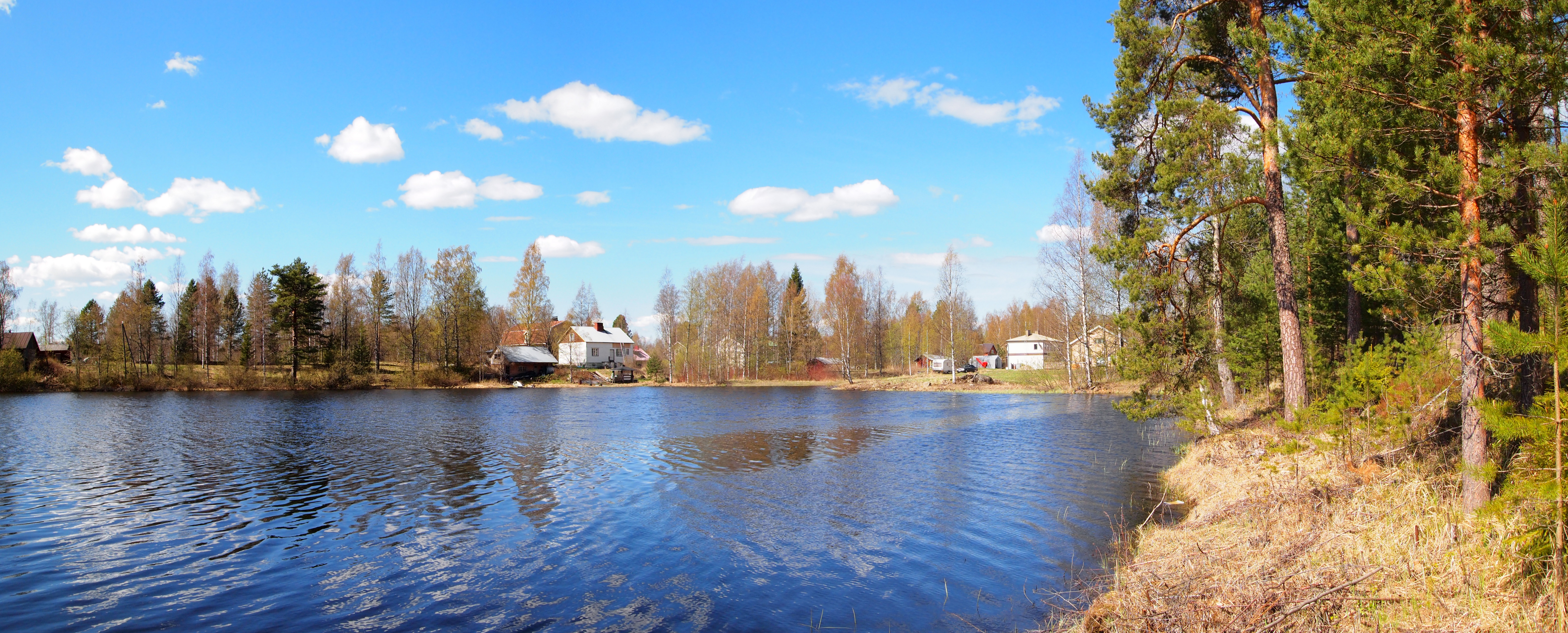
Le lac Petäjävesi.